# Wall (Pennsylvania)
Wall è una borough degli Stati Uniti d'America, nella contea di Allegheny nello Stato della Pennsylvania. Secondo il censimento del 2000 la popolazione è di 727 abitanti.

## Società

### Evoluzione demografica
La composizione etnica vede una prevalenza della razza bianca (97,25%), seguita quella afroamericana (2,06%), dati del 2000.
| borough di Wall Popolazione |     |
| 2000                        | 727 |
| Stima al 2009               | 644 |